# Гладков, Николай Алексеевич
Николай Алексеевич Гладко́в (1905—1975) — советский орнитолог, зоогеограф и теоретик охраны природы. Директор Зоологического музея МГУ (1964—1969), лауреат Сталинской премии (1952).

## Биография

### До войны
Родился 7 (20) марта 1905 года в с. Кульбаки (ныне Глушковский район, Курская область) в семье священника.
- 1923 — окончил среднюю школу в городе Дмитриев Курской области, начал работать в местном музее[2]
- 1924 — лаборант Московского общества испытателей природы (МОИП), командирован в Аральское отделение ВНИИ морского рыбного хозяйства и океанографии (ВНИРО), назначен начальником Сырдарьинского отряда мальковой экспедиции[1]
- 1926 — поступил на биологическое отделение физико-математического факультета МГУ, которое окончил в 1930
- 1928 — работал фотокорреспондентом газеты «Первый университет»
- 1929 — заведующим иллюстрационным отделом «Первый университет» В 1926 г. по распоряжению президента МОИП М. А. Мензбира был назначен заведующим Старо-Першинской биологической станцией.
- 1931 — в составе экспедиции МГУ проводил изучение среднего течения реки Амударьи[3]

В 1933—1934 гг. принимал участие в переброске осетровой рыбы-шипа из Аральского моря в озеро Балхаш для акклиматизации.
- 1934 — старший научный сотрудник Зоологического музея МГУ
- 1938 — получил ученую степень кандидата биологических наук без представления диссертации.

### Во время Великой Отечественной войны
В 1941 году ушёл на фронт в народное ополчение. Командир оружейного расчета, сержант 975 артиллерийского полка 8 дивизии. 7 октября 1941 попал в плен под Калугой в ходе Вяземской операции.
Был взят в плен батальоном снабжения 247-й пехотной дивизии вермахта, стал Хиви (HiWi), работал переводчиком в батальоне, взявшим его в плен. Данный батальон отвечал за обеспечение фронтовых частей и снабжение военнопленных. Летом 1942 года направляет первое письмо профессору Э. Штреземану в Зоологический музей в Берлине с просьбой использовать его как «иностранную рабочую силу» в музее (письмо не дошло). 14 января 1943 отправляет новое письмо с аналогичной просьбой. Получив письмо, Штреземан тут же связался с уполномоченным по использованию рабочих из оккупированных областей (Sonderbeauftragter fur den Arbeitseinsatz) и составил официальный запрос. Штреземан заочно знал Гладкова, так как был редактором орнитологического журнала, в котором публиковал его статьи.
Усилия Штреземана перевести Гладкова в Берлинский музей успехом не венчались, но Штреземан снабжал Гладкова орнитологической литературой. В письме от 1 сентября 1943 года Гладков пишет: «У меня есть намерение, пока я располагаю денежными средствами, использовать любую возможность снова приобретать необходимую мне литературу», просит разрешения хранить книги в Берлине «до более спокойных времён» и подписать его на «Journal fur Ornithologie». Гладков хотел получить отпуск, чтобы посетить в Берлине годовое собрание Немецкого орнитологического общества, но последнее собрание этого общества за время войны, на котором были заслушаны доклады, состоялось в июле 1943 года. После этого он просит Штреземана помочь ему провести отпуск на орнитологической станции в Росситене. 27 марта 1944 года приглашение из Росситена было им получено. Эта поездка состоялась: Штреземан получил письмо от 8 июня 1944 года из Росситена от ефрейтора Гладкова (очевидно, Н. А. Гладков получил немецкое воинское звание незадолго перед отпуском).
Вскоре после возвращения Гладкова из отпуска положение на фронте резко изменилось. Гладков сообщил Штреземану, что все его имущество, включая книги привезённые и Росситена, утрачено, часть расформирована, и его передислоцируют на новое место службы. Остатки подразделения, где служил Гладков, были присоединены к 226-й пехотной дивизии, дислоцированной в крепости Дюнкерк на севере Франции. 14 августа 1944 года в благодарность за то, что Штреземан для него сделал, Гладков переслал ему, как он выразился, «пару сигарет», что привело изголодавшегося курильщика Штреземана в восторг (он уже курил чай из лекарственных трав вместо табака). Это было последнее письмо в переписке двух орнитологов в столь необычных обстоятельствах. Лично они встретились только в 1956 году на конференции в Ленинграде.
2 сентября 1944 года Гладков был освобождён английскими войсками. 7 ноября 1944 доставлен в Мурманск. Определён в военно-строительный батальон, в конце войны дислоцированный в Таллине.

### После войны
- 15 февраля 1945 переведён из военно-строительного батальона в фильтрационный лагерь[9]. На вопрос, в каких лагерях военнопленных он содержался, Гладков отвечает: «Калуга, Кричев, Ярцево, Орёл, Рогачёв, Бобруйск», Его биограф, Еугениуш Новак, считает, что ответить на этот вопрос Гладкову помогло знание лагерей военнопленных, так как его батальон занимался их снабжением[7].
- Пройдя проверку, работал ночным сторожем в одном из подмосковных городов. По словам его вдовы, даже в это время он чаще бывал в Москве, чем за городом. В 1946 и 1947 опубликовал две научные работы[7]. Большую часть времени отдавал работе над докторской диссертацией[2]. 23 мая 1947 сдан в производство его перевод книги Оскара Хейнрота «Из жизни птиц» (объём — 9,3 учётных издательских листов).
- 1946 — старший научный сотрудник Зоологического музея МГУ
- 1947 — руководил научной экспедицией в Забайкалье, определявшей место для создания заповедника[4]; защитил докторскую диссертацию на тему: «Биологические основы полета птиц».
- 1947—1954 — заведующий орнитологическим отделом Зоологического музея МГУ[2]
- 1948—1949 — заместитель декана биологического факультета МГУ
- Начало 1950-х — член КПСС[7]
- 1954—1975 — преподавание на кафедре биогеографии географического факультета МГУ[2]
- 1960-е — член экспертных комиссий по биологии и географии ВАК СССР[1].
- 1964—1969 — директор Зоологического музея МГУ[1].

Похоронен на Ваганьковском кладбище.

## Основные труды
В период работы в МГУ создал первый университетский курс «Основы охраны природы» и учебник «География животных» (в соавторстве с Н. А. Бобринским, 1961). Гладков был членом экспертных комиссий по биологии и географии ВАК СССР, основателем и одним из редакторов всесоюзного сборника «Орнитология», многолетним руководителем (заместитель председателя) Всероссийского общества охраны природы (ВООП). Возглавлял секцию охраны природы научного совета АН СССР по проблемам биогеоценологии и охраны живой природы. Был членом редколлегии журналов «Биологические науки» (заместитель ответственного редактора), «Биология а школе» и «Юный натуралист».
Во время своей преподавательской деятельности на биологическом и географическом факультетах МГУ читал курсы «Охрана природы», «Экология птиц», «Зоогеография мира и СССР», «Зоология».
Опубликовал около 300 научных работ, в том числе 11 монографий, учебников и определителей (в том числе, около 30 публикаций в иностранных изданиях).
- Гладков Н. А. Полеты в природе / Московское общество испытателей природы. — М.: Изд-во МОИП, 1948. — 112 с. — (Среди природы). — 20 000 экз.
- Биологические основы полета птиц. М., 1949;
- Руководство к определению птиц СССР. М. 1948 (в соавт. с Г. П. Дементьевым, Е. С. Птушенко, А. М. Судзиловской);
- Как летают птицы. М., 1952;
- Птицы Советского Союза (в шести томах). М., 1950—1954 (под общей редакцией Г. П. Дементьева и Н. А. Гладкова), автор разделов: «Дятлы», т. 1, с. 547—617; «Кулики», т. 3, с. 3—372; «Фазаны», т. 4, с. 199—226; «Перепончатолапый песочник», т. 4, с. 636; «Трясогузковые», т. 5. с. 594—691; «Дроздовые», т. 6, с. 398—399, 405—621).
- География животных. М., 1961 (совместно с Н. А. Бобринским);
- Определитель птиц СССР. М., 1964 (в соавт. с Г. П. Дементьевым, Е. С. Птушенко, А. М. Судзиловской);
- Гладков Н. А., Рустамов А. К. Животные культурных ландшафтов. — М.: Мысль, 1975. — 224, [8] с. — 40 000 экз.
- Гладков Н. А. Тише, птицы на гнездах. — 2-е изд. — М.: Лесная промышленность, 1979. — 168 с.

## Награды
- Сталинская премия второй степени (1952) — за 3-томный научный труд «Птицы Советского Союза», в составе авторского коллектива)[1]

## Семья
- Жена (с 1949) — Татьяна Дмитриевна Гладкова (урождённая Чумакова, 20.01.1913—2004), сотрудник Научно-исследовательского института и Музея антропологии МГУ, специалист по дерматоглифике, кандидат биологических наук (1959)[7][10].